# Paul Mayer (Polizist)
Paul Mayer (* 2. August 1896 in Sonnering; † 15. April 1976 in Lenggries) wurde mit seiner Frau Rosa Mayer mit dem Bundesverdienstkreuz ausgezeichnet und als Gerechte unter den Völkern geehrt. Beide zeichneten sich durch mutige Zivilcourage gegen das Regime des Nationalsozialismus aus.

## Leben
Paul Mayer war Sohn einer Bauernfamilie in Oberbayern. Nach der Schulzeit trat er den Dienst als Knecht auf einem Bauernhof bei Aschau im Chiemgau an und begann anschließend eine kaufmännische Lehre. Diese musste er bei Beginn des Ersten Weltkriegs abbrechen. Als einfacher Soldat mit unterem Dienstgrad zeichnete er sich durch außergewöhnliche Tapferkeit aus. Er rettete im Stellungskrieg in Verdun mehrere verschüttete Kameraden aus feindlichem Kugelhagel. 1920 trat er in die Münchener Schutzpolizei ein und wechselte 1929 zur Gendarmerie. 1930 heiratete er die aus München stammende Friseurin Rosa Windisch. Ein Jahr später wurde ihr einziger Sohn Paul Günther Xaver geboren. Zum 1. Mai 1937 trat Mayer der NSDAP bei (Mitgliedsnummer 4.262.548). Nach mehreren Dienststellen in Bayern wurde Paul Mayer am 1. April 1941 Leiter des Gendarmeriepostens Lenggries. Diese Stellung führte er auch nach der Entnazifizierung bis zu seiner Pensionierung 1961 fort. Paul Mayer ist am 15. April 1976 verstorben und wurde in Lenggries beigesetzt.

## Wirken
Trotz seiner Parteizugehörigkeit zur NSDAP stellte er sich wiederholt mutig gegen Dienstanweisungen der regionalen NS-Führungen und rettete viele Menschen vor Denunziation und Verfolgung. Vom 1. Juni 1942 bis zum Einmarsch der amerikanischen Truppen am 3. Mai 1945 versteckte er mit seiner Frau Rosa Mayer die mit ihm nicht verwandte namensgleiche jüdische Ärztin Dr. Sophie Mayer. Sie musste in dieser Zeit in ihrem Versteck über den Diensträumen der Polizeiwache in der Bahnhofstraße 14 ausharren. Drei Jahre teilte die Familie mit ihrem 11 bis 13 Jahre alten Sohn mit ihr die kleine Wohnung. Da Einkäufe durch Lebensmittelmarken streng rationiert waren, beschaffte er bei einem befreundeten Bauern Lebensmittel und half im Gegenzug bei der Ernte.
Weiterhin widersetzte er sich dem Befehl Himmlers „notgelandete amerikanische Flieger friedhofsreif zu machen“ und verhalf italienischen Zwangsarbeitern zur Flucht. Zirka 20 kanadische Kriegsgefangene wurden von ihm vor dem Verhör durch die SS bewahrt. Als die US-Truppen in den letzten Kriegstagen auf Lenggries vorrückten, übermittelte er ihnen detaillierte Informationen über die Verteidigungsstellen der Waffen-SS. So verhinderte er eine Bombardierung des ganzen Dorfes. Paul Mayer war bescheiden und sah in seinen Heldentaten „nur seine Pflicht als Polizist und Mensch getan zu haben.“ Am 18. Februar 1969 wurde ihm, seiner Frau und seiner Schwägerin durch Yad Vashem, der Gedenkstätte in Israel, die Auszeichnung „Gerechter unter den Völkern“ verliehen. Als erster deutscher Polizeibeamter erhielt er 1971 das Bundesverdienstkreuz.